# Bünzen
Bünzen (toponimo tedesco) è un comune svizzero di 1 095 abitanti del Canton Argovia, nel distretto di Muri.

## Storia
Nel 1940 ha inglobato il comune soppresso di Waldhäusern tranne la frazione di Hessel, assegnata a Waltenschwil.

### Simboli
La più antica raffigurazione dello stemma con l'albero di faggio risale al 1734, riprodotto anche nel sigillo comunale del 1811. La forma stilizzata oggi utilizzata è stata adottata il 13 luglio 1955.

## Monumenti e luoghi d'interesse

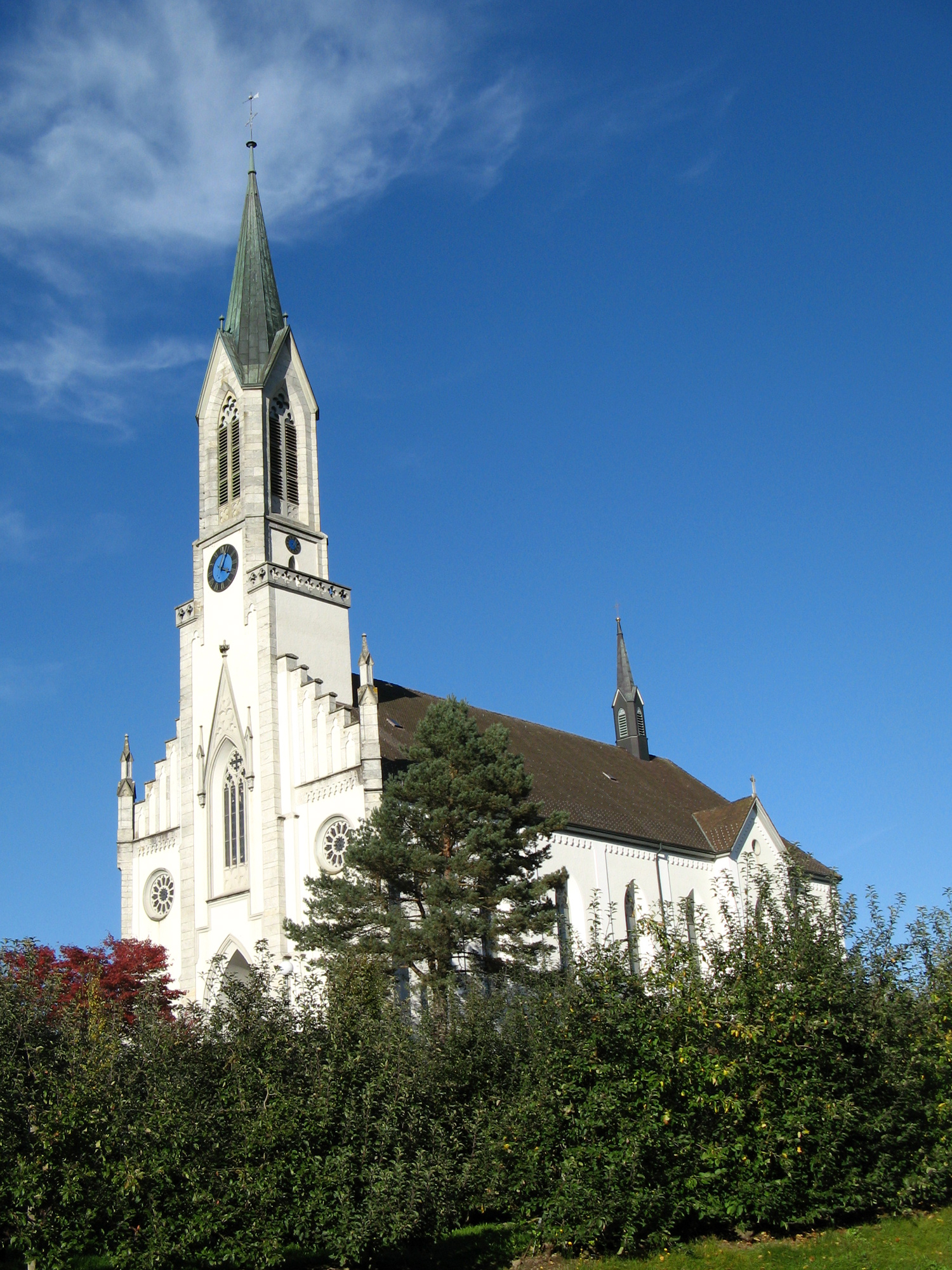
La chiesa cattolica di San Giorgio

- Chiesa cattolica di San Giorgio, attestata dal 1328 e ricostruita nel 1508 e nel 1862[1].

## Società

### Evoluzione demografica
L'evoluzione demografica è riportata nella seguente tabella:
Abitanti censiti

## Infrastrutture e trasporti

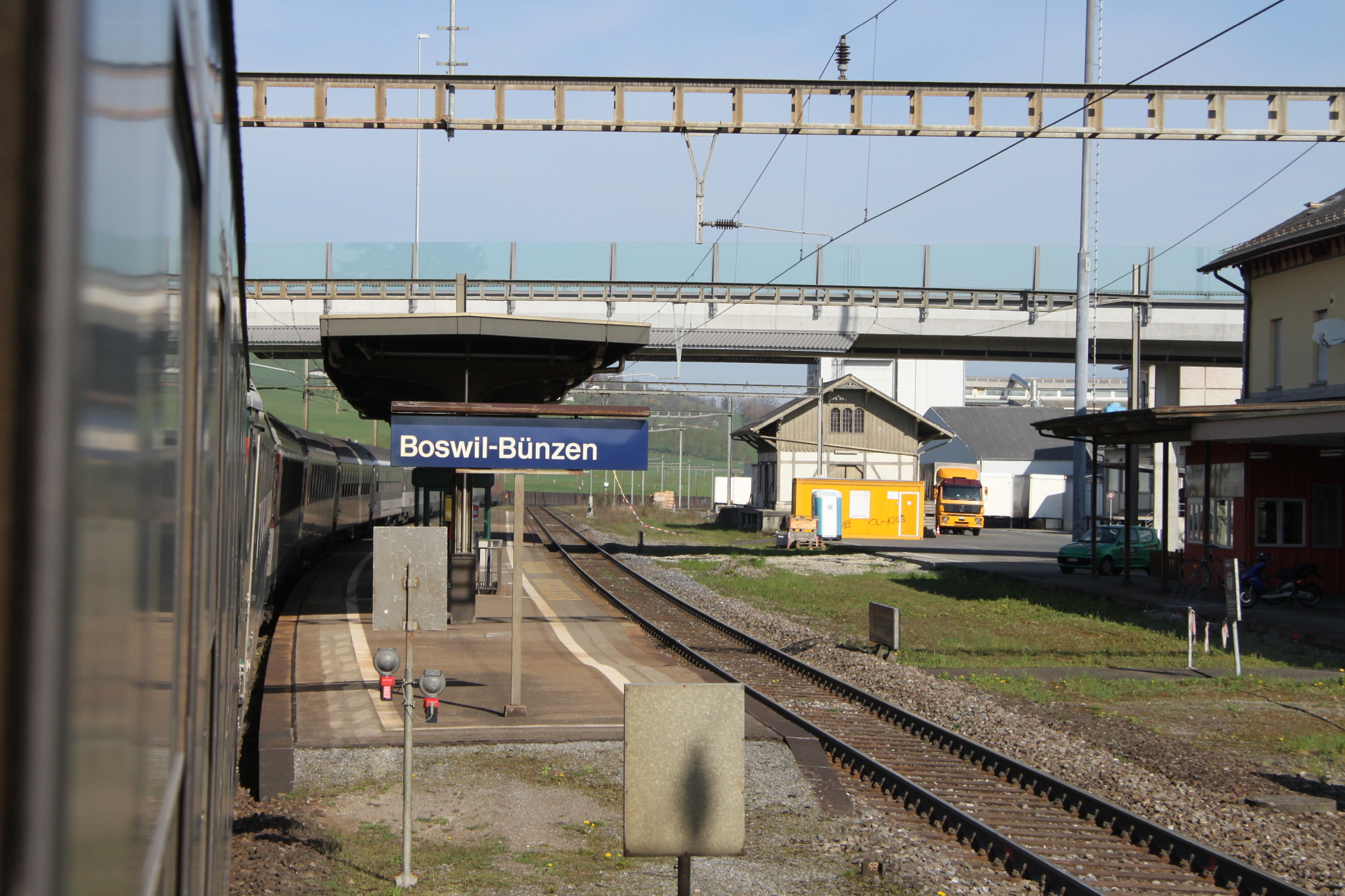
La stazione di Boswil-Bünzen

Bünzen è servito dalla stazione di Boswil-Bünzen sulla ferrovia Brugg-Immensee (linea S26 della rete celere dell'Argovia).

## Amministrazione
Ogni famiglia originaria del luogo fa parte del cosiddetto comune patriziale e ha la responsabilità della manutenzione di ogni bene ricadente all'interno dei confini del comune; i comuni patriziali di Bünzen e di Waldhäusern vennero uniti nel 1999.